# 斯托尔贝格-斯托尔贝格伯国

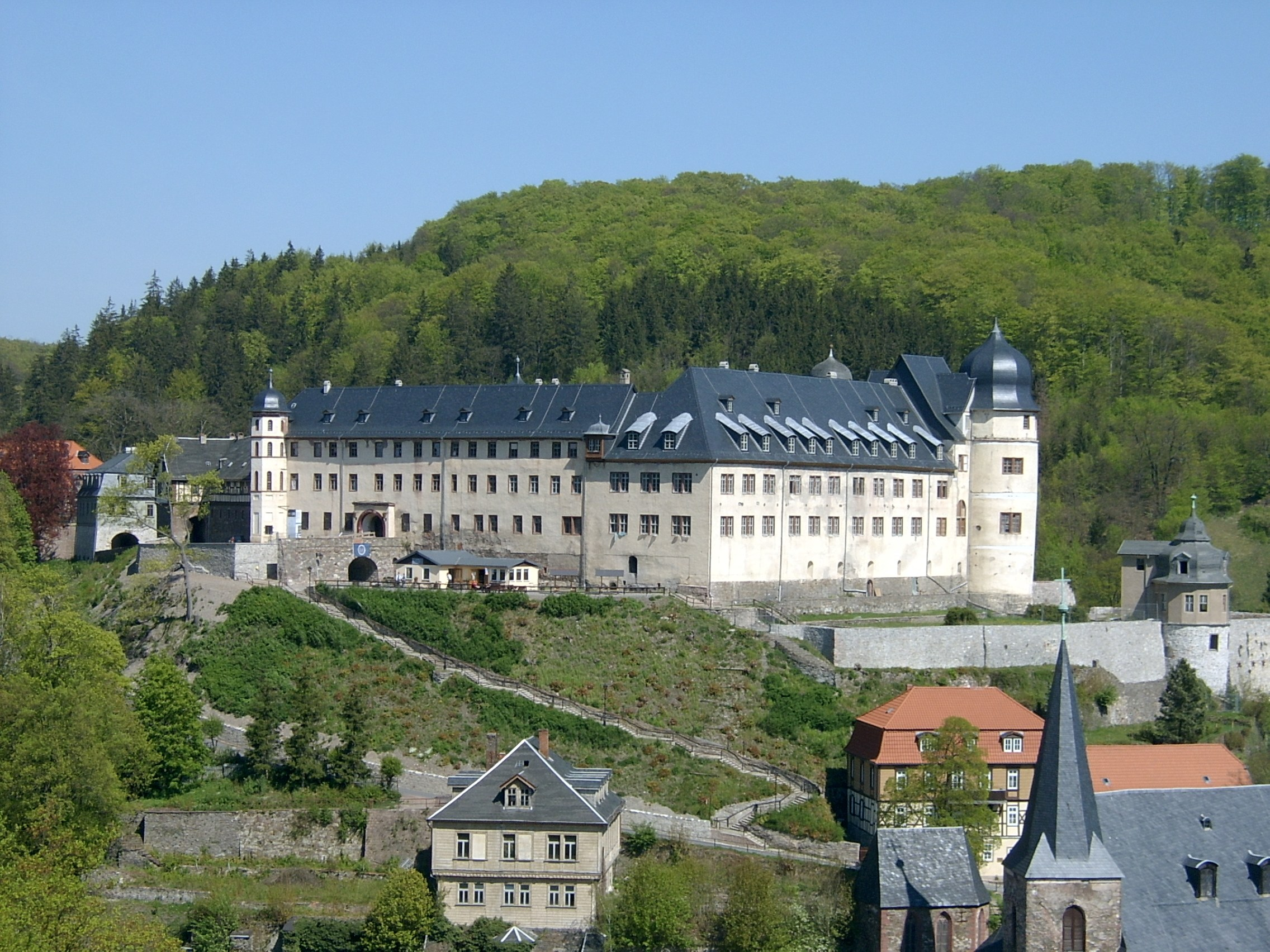
斯托尔贝格城堡

斯托尔贝格-斯托尔贝格伯国是位于哈茨南部地区的神圣罗马帝国伯国。它的首都位于如今德国萨克森-安哈尔特州的斯托尔贝格镇。 它由斯托尔贝格家族的一个分支统治。